# NGC 3605
NGC 3605是一个位于狮子座的椭圆星系，1784年3月14日由威廉·赫歇爾发现。NGC 3605质量较小，属于狮子座第二星系群。该星系群还包括NGC 3607等星系。